# 徐復祚
徐復祚（1560年—1630年？），原名篤儒，字陽初，號暮竹，別署破慳道人、洛誦生、休休生等，晚號三家村老。常熟（今屬江蘇）人，明代戲曲家。

## 生平
生於貴族之家，博學能文，一生布衣。受內伯張鳳翼影響，好詞曲創作。撰有傳奇六種：《霄光記》（一名《宵光劍》）、《紅梨記》、《投梭記》、《題塔記》（已佚）、《雪樵記》（已佚）、《祝髮記》（已佚）。雜劇三種：《一文錢》，《梧桐雨》（已佚）、《鬧中牟》（已佚）。另著有《三家村老委談》（又稱《花當閣叢談》）三十六卷、曲選《南北詞廣韻選》。